# 甘棠胡氏节孝坊
甘棠胡氏节孝坊（旌表處士雷代朝之妻胡氏節孝坊）位於四川省達州市開江縣甘棠鄉，清道光甲辰年九月初六日吉立。2002年12月27日公佈為四川省第六批省級文物保護單位，併入開江陶牌坊。